# Хохлово (Белгородская область)
Хохлово — село в Белгородском районе Белгородской области России, административный центр Хохловского сельского поселения.
Расположено в 24 км на северо-востоке от Белгорода по левую сторону реки Северский Донец.
Самые ранние упоминания села датируются 1678 годом. В 1869 году в селе открыта первая школа. В 1884 году в селе Хохлово Сабынинской волости Белгородского уезда проживало 1468 человек. В 1924 году входило в состав Висловской волости. В 1930 году в селе был создан колхоз "Красный Октябрь". 

## Население
| 2002 | 2010  |
| ---- | ----- |
| 824  | ↗1011 |